# Lauro Ayestarán

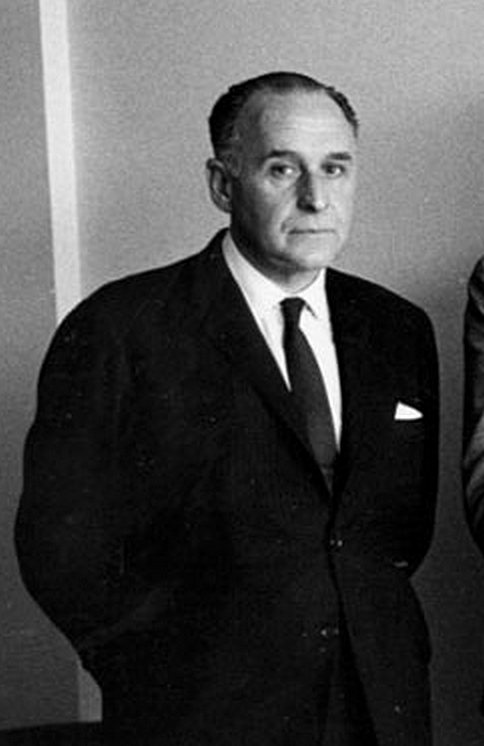
Lauro Ayestarán in 1962.

Lauro Ayestarán (* 9. Juli 1913 in Montevideo; † 22. Juli 1966 ebenda) war ein uruguayischer Musikwissenschaftler und Folklorist.
Ayestarán, Sohn von Nicolas Ayestarán und Ana María Fernández, absolvierte seine schulische Laufbahn am von Jesuiten geführten "Colegio y Liceo del Sagrado Corazón". Begleitend dazu begann er seine musikalische Ausbildung am "Conservatorio Larrimbe". Anschließend nahm er ein Studium der Rechtswissenschaften an der rechtswissenschaftlichen Fakultät der Universidad de la República (UdelaR) auf, das er jedoch nicht beendete.
Später war er Lehrer/Professor für uruguayische und rio-platensische Folklore an der städtischen Musikschule Montevideos und der geistes- und naturwissenschaftlichen Fakultät ("Facultad de Humanidades y Ciencias") der UdelaR. Zudem hatte er die Funktion des Programmdirektors des SODRE inne und leitete die Musiksparte des "Museo Historico Nacional". Ayestaráns erstes Buch erschien 1941 unter dem Titel "Doménico Zipoli: El gran compositor y organista romano del 1700 en el Río de la Plata". Es folgte eine Vielzahl weiterer Werke. Für sein Buch "La Musica en el Uruguay" wurde er mit dem Premio Nacional de Historia Pablo Blanco Acevedo ausgezeichnet. Ayestáran lebte lange Zeit im montevideanischen Stadtviertel Atahualpa in der "calle Chuy 3208".

## Bibliographie
- "Doménico Zipoli: El gran compositor y organista romano del 1700 en el Río de la Plata", 1941.
- "Crónica de una temporada musical en el Montevideo de 1830", 1943.
- "Fuentes para el estudio de la música colonial uruguaya", 1947
- "La música indígena en el Uruguay", 1949
- "Un antecedente colonial de la poesía tradicional uruguaya", 1949
- "La primitiva poesía gauchesca en el Uruguay" – Band 1, 1950
- "El Minué Montonero", 1950
- "La misa para el día de difuntos de Fray Manuel Ubeda. 1802. Comentario y Transcripción", 1952
- "La música en el Uruguay. Band 1", 1953
- "Virgilio Scarabelli", 1956
- "Luis Sambucetti. Vida y obra", 1956
- "El centenario del Teatro Solís", 1956
- "La primera edición uruguaya del Fausto de Estanislao del Campo", 1959
- "Doménico Zipoli. Vida y Obra" 1962
- "El folklore musical uruguayo", 1967 (posthum)